# 비스마르크나팔귀박쥐
비스마르크나팔귀박쥐(Kerivoula myrella)는 애기박쥐과에 속하는 박쥐의 일종이다. 인도네시아와 파푸아뉴기니에서 발견된다. 아열대 또는 열대 기후 지역의 건조림에서 서식한다.

## 특징
작은 박쥐로 몸통 길이가 33.3~40mm이고 전완장이 31.5~38.5mm, 꼬리 길이는 34.3~46mm이다. 발 길이는 7~9.8mm, 귀 길이는 11.4~13.9mm, 몸무게는 최대 6.5g이다. 털은 길고 부드럽다. 몸 색깔은 대체로 밝은 회색빛 갈색이다. 주둥이는 길고 뾰족하지만 얼굴의 무성한 털에 숨겨진다. 눈은 아주 작다. 귀는 크고 서로 잘 분리되어 있으며 연통형 모양을 띤다.

## 생태
먹이는 곤충이다.

## 분포 및 서식지
비스마르크제도의 뉴브리튼섬과 듀크 오브 요크 아일랜즈, 마누스섬, 움보이섬에서만 알려져 있다. 해발 최대 500m 이하의 습윤 저지대 숲과 구릉지대 숲, 농장에서 서식한다.